# ۲۸ رجب
۲۸ رجب، بیست و هشتمین روز از ماه رجب در تقویم هجری قمری است.
در تقویم هجری قمری قراردادی این روز دویست و پنجمین روز سال است.

## درگذشتگان
- سید محمدکاظم طباطبایی یزدی، فقیه نامدار شیعی و نویسنده کتاب عروة الوثقی.